# Classificació Internacional de Malalties per Oncologia
La Classificació Internacional de Malalties per Oncologia (CIM-O), també coneguda per l'abreviatura ICD-O (de la denominació en anglès de International Classification of Diseases for Oncology), es fa servir molt en els registres de càncer.
Aquesta classificació té dos eixos: topografia i morfologia (del tumor).

## Exemples de codis (CIM-O-3)

### (8000–8009) No especificats d'altra manera
- (8000–8004) Neoplasmes, NOS
  - (M8000/0) Neoplasma, benigne
  - (M8000/1) Neoplasma, sense certesa entre benigne i maligne
  - (M8000/3) Neoplasma, maligne
  - (M8000/6) Neoplasma, amb metàstasi
  - (M8000/9) Neoplasma, maligne, sense certesa entre principal o metastàtic.